# ديريك أديسون
ديريك أديسون (بالإنجليزية: Derek Addison)‏ (8 يوليو 1955 بدندي في المملكة المتحدة - ) هو لاعب كرة قدم بريطاني في مركز الوسط. لعب مع دندي يونايتد وسانت جونستون ونادي بريتشين سيتي ونادي هيبرنيان وهارت أوف ميدلوثيان.

## وصلات خارجية
- ديريك أديسون على موقع قاعدة بيانات كرة القدم.إي يو (الإنجليزية)
- ديريك أديسون على موقع عالم كرة القدم.نت (الإنجليزية)